# Bolidophyceae
Bolidophyceae – klasa glonów, grupa siostrzana okrzemek.

## Morfologia
Do klasy Bolidophyceae należą morskie organizmy fitoplanktonowe ze względu na drobny rozmiar (1 do kilku mikrometrów) zaliczane do pikoplanktonu lub nanoplanktonu. Organizmy jednokomórkowe. Mają formę ruchliwą – wiciowca lub nieruchliwą. Formy nieruchliwe są okryte krzemionkowymi płytkami, formy uwicione są nagie. Wici występują na stronie brzusznej po dwie – jedna jest znacznie dłuższa. Dłuższa wić zwrócona ku przodowi, okryta rurkowatymi włoskami. Wić krótsza naga, zakończona akronemą, czyli wypustką z mikrotubul. Aparat podstawowy wici prosty, w postaci ciałka podstawowego bez helikalnych struktur. Brak plamki ocznej. Pojedynczy chloroplast. Jego lamelle zawierają dwa lub trzy ściśnięte tylakoidy i są położone na obrzeżach. Pigmenty fotosyntetyczne to chlorofile a, c1, c2 i c3 i karotenoidy, wśród których przeważa fukoksantyna.  Mitochondria z tubularnymi grzebieniami. Ściana komórkowa form opancerzonych składa się z pięciu lub ośmiu przylegających do siebie okrągłych lub wielokątnych płytek: tarczowych, obwodowych, brzusznej i zwykle też grzbietowej. Płytka brzuszna większa od pozostałych. Płytki mają zróżnicowaną ornamentację z różnego typu wypustkami, kolcami. Istnieje przypuszczenie, że formy uwicione i opancerzone są stadiami przemiany pokoleń – pierwsze haploidalnymi, drugie diploidalnymi, przy czym te pierwsze są znajdowane w większym zakresie siedlisk.

## Systematyka
Odkryto je w latach 70. XX w. i początkowo nieznana była ich pozycja systematyczna i wiązano je z wiciowcami kołnierzykowymi. Pod koniec lat 80. XX wieku opisano rząd Parmales i włączono go do złotowiciowców. Pod koniec lat 90. XX wieku opisano rodzaj Bolidomonas na tyle odrębny, że wyróżniono dla niego klasę Bolidophyceae. Nazwa nawiązuje do samochodu wyścigowego (bolidu) w związku z szybkim poruszaniem się. Później uznano, że do klasy tej należy przenieść Parmales. Jednocześnie genomy Bolidomonas są niemal identyczne z genomami Triparma należącego do tego rzędu i należy je włączyć do tego rodzaju. Dane molekularne wskazują na bliskie pokrewieństwo z okrzemkami, podczas gdy dane anatomiczne wskazują cechy pośrednie Bolidophyceae między okrzemkami a pozostałymi różnowiciowcami. W jednym z ostatnich ujęć systematycznych Thomasa Cavaliera-Smitha Bolidophyceae tworzą z okrzemkami nadklasę Khakista, a ta z nadklasą Hypogyrista tworzą infratyp Diatomista. Parmales to jedyny rząd tej klasy, co czyni ją taksonem monotypowym. We wcześniejszych publikacjach pojawiała się nazwa Parmaphyceae.
W systemie AlgaeBase w połowie 2024 roku klasę dzielono w następujący sposób: 
- rząd Parmales
  - rodzina Parmoligocenaceae
  - rodzina Pentalaminaceae(inne języki)
  - rodzina Triparmaceae(inne języki)